# Unadilla (Géorgie)
Pour les articles homonymes, voir Unadilla.
La ville d’Unadilla est située dans le comté de Dooly, dans l’État de Géorgie, aux États-Unis. Sa population s’élevait à 3 796 habitants lors du recensement de 2010, estimée à 3 532 habitants en 2017.

## Histoire
Le nom de la ville provient d'une langue iroquoienne, dans laquelle il signifie « place du conseil ». L'Assemblée générale de Géorgie reconnait Unadilla en tant que ville en 1891.

## Démographie
| 1900 | 1910  | 1920  | 1930  | 1940  | 1950  |
| ---- | ----- | ----- | ----- | ----- | ----- |
| 524  | 1 003 | 2 019 | 1 832 | 1 137 | 1 098 |

| 1960  | 1970  | 1980  | 1990  | 2000  | 2010  |
| ----- | ----- | ----- | ----- | ----- | ----- |
| 1 304 | 1 457 | 1 566 | 1 620 | 2 772 | 3 796 |

## Personnalité liée à la ville
- David Ragan est né à Unadila en 1985.
- Ken Ragan, ancien conducteur de l'ARCA. (Automobile Racing Club of America)
- Myron Mixon, quadruple champion de monde de barbecue.